# Antrocaryon
Genre
Antrocaryon est un genre de plantes de la famille des Anacardiaceae.

## Liste d'espèces
Selon Catalogue of Life (4 septembre 2017) :
- Antrocaryon amazonicum (Ducke) B. L. Burtt & A. W.Hill
- Antrocaryon klaineanum Pierre
- Antrocaryon micraster A. Chev. & A. Guillaum.
- Antrocaryon nannanii De Wild.

Selon NCBI (4 septembre 2017) :
- Antrocaryon amazonicum

Selon The Plant List (4 septembre 2017) :
- Antrocaryon klaineanum Pierre
- Antrocaryon micraster A.Chev. & Guillaumin
- Antrocaryon nannanii De Wild.
- Antrocaryon schorkopfii Engl.

Selon Tropicos (4 septembre 2017) (Attention liste brute contenant possiblement des synonymes) :
- Antrocaryon amazonicum (Ducke) B.L. Burtt
- Antrocaryon brieyi De Wild.
- Antrocaryon klaineanum (Engl.) Pierre
- Antrocaryon micraster A. Chev. & Guill.
- Antrocaryon nannanii De Wild.
- Antrocaryon polyneurum Mildbr.
- Antrocaryon schorkopfii Engl.
- Antrocaryon soyauxii Engl.